# Ásványráró
Ásványráró – wieś i gmina w północno-zachodniej części Węgier, w pobliżu miasta Mosonmagyaróvár. Gmina liczy 1871 mieszkańców (styczeń 2011) i zajmuje obszar 39,16 km².

## Położenie
Miejscowość leży na obszarze Małej Niziny Węgierskiej, nad jedną z odnóg Dunaju, w pobliżu granicy słowackiej i austriackiej. Administracyjnie należy do powiatu Mosonmagyaróvár, wchodzącego w skład komitatu Győr-Moson-Sopron.